# Сальников, Георгий Иванович
Георгий Иванович Са́льников  (1909—1983) — советский актёр. Народный артист РСФСР (1957).

## Биография
Георгий Сальников родился 31 января (13 февраля) 1909 года. Работал в мастерских беспроволочного телеграфа в Саратове и занимался в драматическом кружке, играл в струнном оркестре, пел на концертах. В 1923 году, по комсомольской путёвке был направлен в Саратовский театральный техникум.
В 1927 году окончил Саратовский театральный техникум и тогда же вышел на профессиональную сцену. В составе Саратовской труппы под руководством И. А. Слонова поехал в Воронеж на гастроли, получив предложение от местного театра остался там на один сезон. После чего по приглашению режиссёра А. И. Канина, покинувшего Саратовский драматический театр, переехал в Ашхабад, где стал актёром труппы местного драматическогот театра, получил первые в своей карьере главные роли.
Сальников создавал героико-романтические образы: Арбенин, Антоний,Чацкий.
Работал в театрах Воронежа, Ашхабада, Сталинграда, Новосибирска, Тбилиси, Ташкента, Одессы. По настоянию И. А. Слонова в 1945 году вернулся в Саратов и долгие годы служил в Саратовском драматическом театре.
Похоронен на Елшанском кладбище г.Саратова.

## Творчество

### Роли в театре
- «Горе от ума» — Чацкий[2]
- «Дама с камелиями» А. Дюма-сына — Арман Дюваль
- «Маскарад» М. Ю. Лермонтова — Евгений Александрович Арбенин
- 1959 — «Антоний и Клеопатра» Шекспира. Режиссёры: Н. А. Бондарев и Д. А. Лядов — Марк Антоний[3]
- «Парень из нашего города» К. М. Симонова — Сергей Луконин
- «Слава» В. М. Гусева — Василий Мотыльков
- «Персональное дело» А. П. Штейна — Алексей Кузьмич Хлебников
- «Дали неоглядные» Н. Е. Вирты — Хижняков

### Постановки в театре
- 1948 — «На всякого мудреца довольно простоты» А. Н. Островского (Саратовский драматический театр)[4]